# イングリッシュ法案
イングリッシュ法案（イングリッシュほうあん、English Bill）は、アメリカ合衆国議会がカンザス地域に対して350万平方キロメートルの公有地を提供する代わりに、ルコンプトン憲法を受諾するよう要求した法案である。この法案は1853年から1861年まで下院議員を務めた民主党のウィリアム・イングリッシュによって提出された。
両院ともにイングリッシュ法案を可決したが、1858年8月21日にカンザス地域で住民投票が行われ、賛成1万1812票、反対1926票で、イングリッシュ法案の条件が拒否された。ジェームズ・ブキャナン大統領の計画が挫折し、民主党が分裂する結果となった。